# Tổng công ty Truyền thông đa phương tiện VTC
Tổng công ty Truyền thông đa phương tiện VTC (tên giao dịch quốc tế là VTC - Vietnam Multimedia Corporation) hay còn có cách gọi khác là Tổng công ty Truyền thông đa phương tiện Việt Nam, gọi tắt là VTC là doanh nghiệp nhà nước, trực thuộc Bộ Văn hóa, Thể thao và Du lịch Việt Nam.

## Lịch sử
VTC có nguồn gốc từ xí nghiệp Dịch vụ sửa chữa bảo hành thiết bị phát thanh - truyền hình, thành lập vào ngày 12 tháng 2 năm 1988 theo Quyết định số 33/QĐ-BTT của Bộ Thông tin. Sau đó, vào ngày 25 tháng 3 năm 1993, xí nghiệp này chuyển đổi thành Công ty Đầu tư và Phát triển kỹ thuật thông tin (Intedico) theo Quyết định số 288/QĐ của Bộ Văn hóa - Thông tin.
Trong tháng 12 năm 1996, Công ty Đầu tư và Phát triển Công nghệ truyền hình Việt Nam (VTC) được thành lập thông qua việc sáp nhập hai công ty Ratimex và Telexim vào Công ty Intedico, trực thuộc Đài Truyền hình Việt Nam. Vào ngày 26 tháng 6 năm 2003, VTC chuyển từ Đài Truyền hình Việt Nam về trực thuộc Bộ Bưu chính Viễn thông (nay là Bộ TT&TT) theo Quyết định số 129/2003/QĐ-TTg của Thủ tướng Chính phủ. Sau đó, ngày 29/7/2005, Công ty Đầu tư và Phát triển Công nghệ Truyền hình Việt Nam chuyển đổi thành Tổng công ty Truyền thông đa phương tiện - VTC theo Quyết định số 192/2005/QĐ-TTg của Thủ tướng Chính phủ.
Ngày 28 tháng 6 năm 2010, Tổng công ty VTC chuyển đổi thành Công ty Trách nhiệm hữu hạn một thành viên (TNHH MTV) do Nhà nước làm chủ sở hữu theo Quyết định số 929/QĐ-BTTTT của Bộ TT&TT. Trong giai đoạn từ 2012 đến 2015, VTC thực hiện Đề án "Tái cơ cấu Tổng công ty VTC giai đoạn 2012-2015" theo Quyết định số 28/QĐ-BTTTT ngày 11 tháng 1 năm 2013 của Bộ TT&TT, tập trung vào việc thu gọn đầu mối và tập trung vào nhóm, lĩnh vực kinh doanh mũi nhọn.
Năm 2025, Tổng công ty VTC được chuyển về trực thuộc Bộ Văn hóa, Thể thao và Du lịch.

## Ban lãnh đạo

### Hội đồng Thành viên
- Chủ tịch HĐTV: Chu Tiến Đạt
- Thành viên HĐTV:
  - Lê Việt Thương Huyền
  - Nguyễn Ngọc Bảo

### Ban Tổng Giám đốc
- Tổng Giám đốc: Nguyễn Ngọc Bảo
- Phó Tổng Giám đốc:
  - Dương Thế Lương
  - Phan Minh Thế

## Bê bối

### Vấn đề bản quyền
World Cup 2006, FPT mua độc quyền giải đấu này và ban đầu chỉ bán lại cho VTV và HTV. VTC sau đó đã phải liên tục thương thuyết đàm phán với FPT cùng VTV để mua lại bằng mọi giá bản quyền World Cup 2006 và đã thành công.
Tháng 10 năm 2006, VTV cảnh cáo sẽ kiện VTC vì vi phạm bản quyền phát sóng Hoa hậu Thế giới mà VTV đã mua bản quyền độc quyền. VTC đã gửi lời xin lỗi đến VTV và xin bồi thường thiệt hại với TVplus.
Kể từ cuối năm 2006, VTC đã mua được các bản quyền quan trọng gồm World Cup các câu lạc bộ thế giới, AFF Cup 2006 (tên gọi cũ là Tiger Cup), F1, Oscar 49, Mister World, Hoa hậu Hoàn vũ, Copa America 2007 và đặc biệt là AFC Asian Cup 2007 khi Việt Nam là một trong 4 nước chủ nhà.
Năm 2007, VTC ký được hợp đồng độc quyền phát sóng giải Ngoại hạng Anh ở Việt Nam trong 3 mùa bóng liên tiếp từ 2007 đến 2010 với đối tác ESPN và Star Sports với mức giá được công bố là 1,2 triệu đô la.

### Đầu kĩ thuật số
Những người dân biết đến VTC nhờ bộ giải mã tín hiệu truyền hình số được gọi là VTC-Digital (với các phiên bản là T5, T9, T10, T11, T12, T13 v.v.). VTC đã quảng bá rằng họ sẽ tăng kênh cho đầu thu VTC-Digital phiên bản T13, nhưng sau đó, khi các kênh VTC3, VTC6 ra đời và bị khóa mã Irdeto, điều đó đã cho thấy VTC không hề hỗ trợ các đầu thu cũ mà mã hóa kênh đó để chỉ có đầu thu mới VTC-Digital D901, E901 dùng thẻ giải mã mới xem được. Việc này khiến nhiều khách hàng của VTC không hài lòng vì đã không được xem những kênh mình mong muốn. Vào năm 2009, họ tung ra thị trường 2 bộ thu giải mã là VTC-HD và VTC-SD để thu tín hiệu truyền hình vệ tinh do VTC cung cấp (43 chương trình trong đó có 9 chương trình HD). Họ tiếp tục khóa mã thêm nhiều kênh sử dụng phương thức khóa mã Irdeto.